# 대사례도
대사례도(大射禮圖)는 1743년(영조 19)에 윤4월 7일에 거행된 대사례 의식을 기록한 화권(畵卷)이다. 2010년 6월 17일 서울특별시의 유형문화재 제305호로 지정되었다.

## 개요
이 그림은 조선시대 행사기록 화로는 드문 화권 형식인 점에서 주목된다. 대사례는 오례(五禮) 중 군례(軍禮)에 해당되는 의식으로 영조(英祖)가 임진왜란 이후 폐지된 대사례 의식을 시의에 맞게 의문(儀文)을 정비하여 부활시킨 것이다. <대사례도>의 내용은 《대사례의궤(大射禮儀軌)》(1743년)에 의해 상세하게 밝힐 수 있다.
<대사례도>는 어사도(御射圖), 시사도(侍射圖), 시상도(施賞圖)로 나뉜 그림 세 장면, “어사삼획(御射三獲)”이라고 쓴 어사의 성적, 집례관(執禮官) 이덕인(李德寅)과 집사관(執事官) 이섭원(李燮元)의 관직성명, 밀창군(密昌君, 1677~1746) 이하 시사관(侍射官) 30명의 좌목과 성적, 1743년 8월에 쓴 병조판서 서종옥(徐宗玉, 1688~1745)의 ‘대사례도서(大射禮圖序)’로 구성되어 있다. 의식에 동원된 의장기, 악기, 의물(儀物), 복식에 대한 묘사가 기록과 잘 일치하며 세부 표현이 치밀하다. 산수화풍은 18세기 중엽의 양식을 보여준다.
그림이 시작되는 부분에 소장자와 관련이 있는 인장 세 개가 찍혀 있다. 주문방인｢보문관장(普文館章)｣과 ｢학무아문지인(學務衙門之印)｣, 백문방인｢연세대학교박물관진장(延世大學校博物館珍藏)｣인데 인주의 색이 모두 달라 찍힌 시기는 각기 다른 것으로 생각된다. 학무아문은 1894년 갑오개혁때 설치된 것으로 1895년 학부(學部)로 개칭되었다. 보문관은 독립운동가인 우당(憂堂) 권동진(權東鎭, 1861~1947)이 1905년 설립한 출판사이다. 화권 마지막에는 “연희대학교동방학연구소 일구오오년 십일월십사일장(延禧大學校東方學硏究所 一九五五年 十一月十四日藏)”이라고 쓰여 있어서 이 <대사례도>가 학무아문에서 일하던 관리, 권동진 등의 소장품이었다가 1955년 이후 연세대학교 소장품이 되었음을 알 수 있다.
이 작품은 화풍으로 볼 때 1743년 행사 당시에 그려진 원작으로 현전하는 행사기록화 중에 군례(軍禮)에 해당되는 의식을 그린 그림이 많지 않고, 《대사례의궤》가 그림의 내용을 분명하게 뒷받침하며, 그림의 묘사 수준도 우수하다는 점에서 18세기 영조년간의 대표적 행사기록화라 할 수 있어 서울특별시 유형문화재로 지정되었다.

## 참고 자료
- 대사례도 - 국가유산청 국가유산포털